# Marcel Schlechter
Pour les articles homonymes, voir Schlechter.
Marcel Schlechter, né le 9 juillet 1928 à Luxembourg et mort le 10 novembre 2023, est un syndicaliste et homme politique luxembourgeois, membre du Parti ouvrier socialiste luxembourgeois.